# NK Zadar
Az NK Zadar egy horvát labdarúgócsapat, székhelye Zára városában található. Jelenleg a horvát élvonalban szerepel.

## Korábbi elnevezései
- 1945–1954: FD Zadar
- 1954–1964: NK Sloga
- 1964–1976: Tekstilni kombinat NK Zadar
- 1976–1996: NK Zadar
- 1996–1997: NK Zadarkomerc Zadar

1997 óta jelenlegi nevén szerepel.

## Története
A klubot FD Zadar néven 1945. április 26-án alapították, és alsóbb osztályú jugoszláv bajnokságban kezdte meg szereplését. 1954-ben egyesült két helyi klubbal, az Arbanasi és a Sloga csapatával, majd NK Sloga néven folytatta szereplését. Az újabb keresztelőt az 1964-es esztendő hozta meg, mikor a helyi textilgyár csapatával, a Tekstilaccal alkotott közös csapatot Tekstilni kombinat NK Zadar néven. A közös élet egy évtizedig tartott, 1976-tól már NK Zadar néven szerepelt.
Az első független horvát labdarúgó-bajnokság élvonalába nyert besorolást, ahol rendre a tabella hátsó harmadában végzett. 1995-ben, négy szezont követően búcsúzott először az élvonaltól, majd a másodosztály bajnokaként azonnal visszajutott a legjobbak közé. A középmezőnybe törtető NK Zadar 1998-ban a 6. helyen végzett, egy idénnyel később azonban újfent búcsút intett az élvonalbeli küzdelmeknek.
Az ezredforduló másodosztályú bajnokságában ezüstérmesként végzett, és 2001-ben jutott fel ismét az első osztályba. 10., 9., majd újból egy 6. hely követték egymást, 2005-ben azonban újabb két idényre búcsút intett az élvonalnak.
2007-ben az NK Pula ellen 6–2-re megnyerte osztályozó-mérkőzésen jutott fel ismét a legjobb horvát csapatok közé.

## A klub korábbi híresebb labdarúgói
- Marijan Buljat
- Luka Modrić
- Dado Pršo
- Zvonimir Soldo

## Külső hivatkozások
- Hivatalos honlap Archiválva 2014. január 6-i dátummal a Wayback Machine-ben (horvátul)
- Adatlapja az uefa.com-on (angolul)
- Adatlapja a foot.dk-n (angolul)
- Legutóbbi eredményei a soccerway.com-on (angolul)
- Adatlapja[halott link] a weltfussballarchiv.com-on (angolul)